# Повернення (фільм, 1940)
«Повернення» (рос. «Возвращение») — радянський художній фільм 1940 року, знятий режисером Яном Фрідом на кіностудії «Ленфільм».

## Сюжет
Маленький Микитка, син вченого-полярника Сергія Іванова, тікає з дому з наміром дістатися до Арктики, де, як він думає, працює його батько. Хлопчику вдається дістатися до Ленінграда — і герой потрапляє в інститут Арктики. Сергію доручають повернути втікача додому, але Микита вперто приховує своє походження і мету втечі. Незабаром приїжджає бабуся і Іванов дізнається, що Микита його син. Він пише колишній дружині листа і переконує її в необхідності повернутися до нього. Між подружжям відбувається примирення — і, зібравшись в чергову експедицію, Сергій обіцяє дружині і маленькому синові повернення в термін на Велику землю.

## У ролях
- Микола Симонов — Сергій Петрович Іванов
- Тетяна Гурецька — Аннушка, його дружина
- Володимир Тумалар'янц — Микита
- Лідія Карташова — Погодіна Марія Василівна, бабуся Микити
- Олександр Чистяков — Погодін, дід Микити, стахановець-ливарник
- Володимир Лукін — начальник міліції
- Вадим Федотов — Петька
- Костянтин Злобін — міліціонер
- Борис Пославський — секретар партбюро
- Георгій Семенов — Петро Погодін, брат Аннушки, льотчик
- Володимир Казарін — Володимир Михайлович, директор заводу
- Валентина Романова — дружина Петра, мати Петьки
- Павло Суханов — міліціонер
- Валентина Телегіна — сусідка
- Микола Литвинов — швейцар

## Знімальна група
- Режисер — Ян Фрід
- Сценаристи — Рафаїл Музикант, Борис Чирсков
- Оператор — Олександр Ксенофонтов
- Композитор — Йосип Пустильник
- Художник — Ольга Пчельникова